# Оснаго
Оснаго (итал. Osnago) је насеље у Италији у округу Леко, региону Ломбардија.
Према процени из 2011. у насељу је живело 4483 становника. Насеље се налази на надморској висини од 247 м.

## Становништво
Према резултатима пописа становништва 2011. у општини је живело 4.807 становника.
| 1931. | 1936. | 1951. | 1961. | 1971. | 1981. | 1991. | 2001. | 2011. |
| ----- | ----- | ----- | ----- | ----- | ----- | ----- | ----- | ----- |
| 3.151 | 3.123 | 3.359 | 3.255 | 3.520 | 3.768 | 3.755 | 4.357 | 4.807 |